# Hylaeothemis fruhstorferi
Hylaeothemis fruhstorferi – gatunek ważki z rodziny ważkowatych (Libellulidae).